# Tempo coordinato universale
Il tempo coordinato universale o tempo civile, abbreviato con la sigla UTC (compromesso tra l'inglese Coordinated Universal Time e il francese Temps universel coordonné), è il fuso orario scelto come riferimento globale, a partire dal quale sono calcolati tutti i fusi orari del mondo. È stato stabilito dall'Unione internazionale delle telecomunicazioni.
Il valore della misura del tempo nell'unità di misura UTC coincide col valore espresso nell'unità tempo medio di Greenwich (Ora media di Greenwich, in inglese Greenwich Mean Time, acronimo GMT), a meno di approssimazioni infinitesimali. L'uso del tempo misurato in GMT è però fortemente sconsigliato in ambito internazionale: in passato è stato alla base della formazione del tempo civile del Regno Unito.

## Descrizione
Il nuovo nome è stato coniato per non dover menzionare una specifica località in uno standard internazionale. L'UTC si basa su misurazioni condotte da orologi atomici invece che su fenomeni celesti come nel caso del GMT.
La sigla UTC deriva dall'abbreviazione UT del tempo universale con l'aggiunta del suffisso C (che sta per "coordinato"): in questo modo essa viene a ricordare che si tratta dell'adozione di un tempo universale comunitario e inoltre, componendosi di tre caratteri, si conforma all'uso delle sigle per gli altri fusi orari (es.: CET per Central European Time in Europa, EST per Eastern Standard Time negli Stati Uniti, ecc.).
A causa delle oscillazioni nella velocità di rotazione della Terra (dovute alle influenze gravitazionali della Luna, del Sole e, in misura minore, degli altri pianeti), il GMT ritarda costantemente rispetto al "tempo atomico" UTC. Il ritardo è mantenuto entro 0,9 secondi, aggiungendo un secondo a UTC quando necessario, convenzionalmente il 30 giugno o il 31 dicembre. Il secondo extra, detto intercalare, è determinato dall'International Earth Rotation and Reference Systems Service (IERS), basandosi sulle misurazioni della rotazione terrestre.
Il tempo standard internazionale UTC può essere determinato con la precisione massima solo dopo l'avvenimento a cui si riferisce, perché la misurazione finale si basa sull'osservazione delle differenze tra vari orologi atomici sparsi per il mondo. A occuparsi della gestione del sistema è l'Ufficio internazionale per i pesi e le misure (BIPM). Gruppi isolati di orologi atomici sono comunque sufficienti per un'accuratezza di qualche decina di nanosecondi.
L'UTC è il tempo usato per molti processi e standard di Internet e nel World Wide Web. In particolare, il Network Time Protocol è un modo per distribuire dinamicamente il tempo attraverso Internet e usa generalmente il tempo UTC.
Il fuso orario UTC è indicato anche dalla lettera 'Z', per scopi militari, meteorologici e di navigazione aeronavale sia militare sia civile. Poiché l'alfabeto fonetico della NATO e dei radioamatori usa la parola "Zulu" per indicare la 'Z', l'UTC è a volte chiamato "tempo Zulu" o "orario Zulu".